# Engohō
Das Senshō byōsha senbotsusha izokutō engohō (jap. 戦傷病者戦没者遺族等援護法, dt. „Beistandsgesetz für Kriegsversehrte und Hinterbliebene“, kurz auch: 援護法, Engohō, „Beistandsgesetz“) ist geltendes japanisches Recht.
Es regelt Ausgleichszahlungen in Form von Pensionen für Soldaten und zivile Angestellte des Militärs, die in Ausübung ihres Dienstes erkrankten, verwundet oder getötet wurden, sowie die finanzielle Unterstützung der Hinterbliebenen von Gefallenen. Das Gesetz wird als Verordnung Nummer 127 vom 30. April 1952 geführt. Das Gesetz umfasst vier Abschnitte mit 51 Paragraphen.

## Übersicht
- Abschnitt 1: Allgemeine Bestimmungen (Paragraph 1–6)
- Abschnitt 2: Unterstützung
  - Unterpunkt 1: Invalidenrente und Gewährung einer einmaligen Ausgleichszahlung bei Invalidität (Paragraph 7–22)
  - Unterpunkt 2: Hinterbliebenenrente und Gewährung eines Hinterbliebenengehalts (Paragraph 23–33)
  - Unterpunkt 3: Gewährung eines Trostgeldes / einer Kondolenzzahlung für Hinterbliebene (Paragraph 34–39)
- Abschnitt 3: Einsprucherhebung (Paragraph 40–42 Abs. 2)
- Abschnitt 4: Verschiedene Regelungen (Paragraph 43–51)
- Ergänzungen